# جیمز الروی
جیمز الروی (انگلیسی: James Ellroy؛ زادهٔ ۴ مارس ۱۹۴۸) نویسنده، رمان‌نویس و فیلم‌نامه‌نویس اهل ایالات متحده آمریکا است. وی از سال ۱۹۸۱ میلادی تاکنون مشغول فعالیت بوده‌است.
از فیلم‌هایی که وی در آن نقش داشته‌است، می‌توان به پسران شگفت‌انگیز اشاره کرد.
وی همچنین برندهٔ جوایزی همچون جایزه ادگار شده‌است.